# Ted Demme
Edward K. „Ted“ Demme (26. října 1963 New York – 13. ledna 2002 Santa Monica, Kalifornie) byl americký filmový režisér, producent a herec.

## Mládí a kariéra
Narodil se roku 1963 v New Yorku, kde vyrostl v longislandské části Rockville Centre. Navštěvoval místní střední školu South Side High School. Vysokou školu State University of New York at Cortland absolvoval roku 1985. Jeho strýcem byl filmový producent a režisér Jonathan Demme.
Na počátku práce v médiích působil v pořadu univerzitní rozhlasové stanice WSUC-FM (SUNY-Cortland), jenž obsahoval mluvené slovo, zábavu i písně. Na hudební stanici MTV začal na pozici asistenta produkce. Později se stal producentem oddělení reklamního vysílání. Pro kabelové vysílání vytvořil úspěšnou hip hopovou show Yo! MTV Raps. V daném období začal režírovat různé projekty.
Během kariéry preferoval skupinu herců, s nimiž opakovaně spolupracoval. Nejčastěji obsazovaným umělcem se stal Denis Leary, který hrál v titulních rolích snímků No Cure for Cancer, Nezvaný host, Denis Leary: Lock 'n Load a Gang. Leary se jako producent podílel také na kriminálním dramatu Kokain (2001) s Johnnym Deppem v postavě George Junga. Mezi další opakovaně obsazované herce patřili:
- Noah Emmerich – Nádherný holky, Gang, Doživotí a Kokain,
- Max Perlich – Nádherný holky a Kokain,
- Adam LeFevre – Nezvaný host a Nádherný holky,
- John Benjamin Hickey – Bet a Nezvaný host.

## Soukromý život
Od roku 1994 až do režisérovy smrti byla manželkou Amanda Scheerová, s níž měl dvě děti. Scheerová později otevřela několik losangeleských barů.

### Úmrtí
Dne 13. ledna 2002 zkolaboval během sportování při basketbalu. Pitevní zpráva uvedla, že se na infarktu myokardu mohl podílet kokain, jehož stopy byly nalezeny v krevním řečišti.

## Pocta
Na 59. ročníku udílení Zlatých glóbů, konaném týden po režisérově úmrtí, měl herec Kevin Spacey na saku vyobrazeného Demmeho. V témže obleku se objevil také na 74. ročníku udílení Oscarů.
Strýc Jonathan Demme natočil v roce 2002 remake filmu Šaráda nazvaný Pravda o Charliem v hlavní roli s Markem Wahlbergem, který věnoval památce synovce. Album Blackberry Belle kapely The Twilight Singers napsal frotnman Greg Dulli, jakožto poctu Demmemu, jehož byl blízkým přítelem. Film Punch-Drunk Love (2002) scenáristy a režiséra Paula Thomase Andersona je také dedikován režiséru.

## Filmografie

### Herecká
- Zbraň (1 díl)
- Nezávislý (2000)
- Kokain (2001)
- John Q. (2002)

### Režijní
- Yo! MTV Raps (1988)
- APAB: Oh My God... It's the News! (1991)
- Bet (1992)
- No Cure for Cancer (1992)
- Kdo je kdo (1993)
- Nezvaný host (1994)
- Nádherný holky (1996)
- Zločin v ulicích (2 díly, 1994–1996)
- Zbraň (1 díl, 1997)
- Subway Stories: Tales from the Underground (část: "Manhattan Miracle", 1997)
- Denis Leary: Lock 'n Load (1997)
- Gang (1998)
- Doživotí (1999)
- Akce (1 díl, 1999)
- Kokain (2001)
- A Decade Under the Influence (2003)

### Produkční
- Yo! MTV Raps (1988)
- Hangin' w/MTV (1992, výkonný producent)
- Gang (1998)
- Hráči (1998)
- Tumbleweeds (1999, výkonný producent)
- Hodiny před popravou (1999, výkonný producent)
- Akce (1 díl, výkonný producent, 1999)
- Kokain (2001)
- A Decade Under the Influence (2003)

## Ocenění
| Seznam ocenění a nominací | Seznam ocenění a nominací                   | Seznam ocenění a nominací | Seznam ocenění a nominací                  | Seznam ocenění a nominací |
| rok                       | cena / festival                             | výsledek                  | kategorie                                  | film |
| ------------------------- | ------------------------------------------- | ------------------------- | ------------------------------------------ | --- |
| 1996                      | MFF San Sebastián                           | nominace                  | Zlatá mušle                                | Nádherný holky |
| 1999                      | Cena Emmy                                   | vítězství                 | výjimečný výkon – televizní film           | Hodiny před popravou (spolu s Robertem Benedettim, Ellen Krassovou a Joelem Stillermanem)                                                      |
| 2001                      | Cena Emmy                                   | nominace                  | Outstanding Nonfiction Special             | A Decade Under the Influence (spolu s Alison Palmer Bourkovou, Caroline Kaplanovou, Jerrym Kupferem, Gini Retickerovou a Jonathanem Sehringem) |
| 2001                      | MFF Karlovy Vary                            | nominace                  | Křišťálový glóbus                          | Kokain |
| 2003                      | National Board of Review of Motion Pictures | nominace                  | Cena filmové historie Williama K. Eversona | A Decade Under the Influence (spolu s Richardem LaGravenesem)                                                                                  |
| 2003                      | Sundance Film Festival                      | nominace                  | Velká cena poroty                          | A Decade Under the Influence (spolu s Richardem LaGravenesem)                                                                                  |